# Ильюшенко, Алексей Николаевич
Алексе́й Никола́евич Ильюше́нко (23 сентября 1957, Анжеро-Судженск, СССР — 19 августа 2021, Москва, Россия) — российский государственный деятель, бывший исполняющий обязанности Генерального прокурора Российской Федерации (с 26 февраля 1994 по 8 октября 1995 года), в прошлом начальник Контрольного управления Администрации Президента Российской Федерации.

## Биография
Родился 23 сентября 1957 года в Анжеро-Судженске (Кемеровская область). Служил в морской пехоте на Дальнем Востоке. В 1979 году окончил юридический факультет Красноярского государственного университета.
Работал в органах прокуратуры с 1979 года на следующих должностях: помощник прокурора Октябрьского района г. Красноярска, следователь районной прокуратуры Ленинского района г. Красноярска, помощник прокурора г. Красноярска, заместитель прокурора Кировского района г. Красноярска (1986—1989), прокурор отдела Прокуратуры РСФСР по надзору за исполнением законов в органах милиции (1989—1990), прокурор отдела Прокуратуры РСФСР по надзору за исполнением законов о межнациональных отношениях (1990—1992), заместитель начальника отдела Генеральной прокуратуры России по надзору за исполнением законов о межнациональных отношениях (1992—1993).
19 марта 1993 года назначен руководителем Контрольного управления Администрации Президента РФ.
Указом Президента РФ Б. Н. Ельцина от 26 февраля 1994 года Ильюшенко был назначен исполняющим обязанности Генерального прокурора Российской Федерации. 12 марта 1994 года Ельцин представил кандидатуру Ильюшенко на утверждение Совета Федерации России, но по итогам тайного голосования эта кандидатура была отклонена. 24 октября 1994 года Совет Федерации России в очередной раз отклонил вновь представленную президентом кандидатуру Ильюшенко. 
По словам следователя Бориса Уварова, которому в марта 1995 году поручили расследование убийства Владислава Листьева, когда он доложил Ильюшенко, что дело практически раскрыто, и попросил подписать ряд санкций на аресты и обыски подозреваемых, тут же был насильно отправлен в отпуск.
8 октября 1995 года Ельцин подписал указ об освобождении Ильюшенко от исполнения обязанностей Генерального прокурора России по его просьбе. 4 ноября 1995 года Ильюшенко был уволен из органов прокуратуры «в связи с уходом на пенсию по выслуге лет». 
15 февраля 1996 года Ильюшенко был задержан и помещён в СИЗО «Лефортово» в связи с уголовным делом, возбуждённым против фирмы «Балкар-Трейдинг» (сделка по продаже за рубеж 25 млн тонн российской нефти на сумму 2,7 млрд рублей). Генпрокуратура России инкриминировала Ильюшенко получение взятки (статья 173 УК РСФСР) и злоупотребление служебными полномочиями (статья 170 УК РСФСР). 23 февраля 1996 года ему были предъявлены обвинения по этим статьям. 15 февраля 1998 года, по истечении двухлетнего срока содержания под стражей, он был освобождён под подписку о невыезде. Дело было направлено на дополнительное расследование. 11 мая 2001 года уголовное дело было прекращено за отсутствием состава преступления. Генеральный прокурор Устинов в ходе встречи с Ильюшенко принес официальные извинения за допущенное прежним руководством Генпрокуратуры беззаконие.
После увольнения из органов прокуратуры работал на руководящих должностях в Правительстве г. Москвы.
Умер 19 августа 2021 года в Москве после тяжёлой болезни. Похоронен на Троекуровском кладбище.

## Классный чин и почётные звания
- Государственный советник юстиции 1-го класса
- Почётный работник прокуратуры Российской Федерации
- Почётный юрист города Москвы